# Karolinen-Gymnasium (Frankenthal)
Das Karolinen-Gymnasium, kurz KG, in der rheinland-pfälzischen Stadt Frankenthal ist ein städtisches Gymnasium, das für alle fachlichen Richtungen offen ist. Sprachen sind als Schwerpunkt gesetzt. Seit dem Schuljahr 2013/14 ist das KG eine Ganztagsschule. Als Beitrag zur Internationalisierung der Schule (siehe Partnerschulen), ist das KG seit dem Schuljahr 2022/23 CertiLingua-Schule sowie seit dem Schuljahr 2023/24 Erasmus+ akkreditiert. Seit einigen Jahren wird im Rahmen des Inklusionskonzepts des Karolinen-Gymnasiums mit dem benachbarten Pfalzinstitut für Hören und Kommunikation (PIH) kooperiert. Diese Kooperation zeigt sich nicht nur im gemeinsam genutzten Gebäude, dem Kooperationsbau (K-Bau), der optimale akustische Bedingungen bietet, sondern auch in Form einer höheren Zuweisung an Sachmitteln und personellen Ressourcen sowie in der Möglichkeit von PIH-Lernenden am Karolinen-Gymnasium ihr Abitur zu absolvieren.
Neben seiner Internationalisierungsstrategie ist das KG für sein Bandklassenkonzept in den Jahrgängen 5 und 6 bekannt.
Im Schuljahr 2020/21 besuchten 1014 Schüler die Schule. Sie waren in 26 Klassen und 16 Kurse eingeteilt und wurden von etwa 92 Lehrerinnen und Lehrern unterrichtet. Schulleiter ist Christian Bayer.
Mit dem räumlich unmittelbar benachbarten Albert-Einstein-Gymnasium wird eng kooperiert, vor allem bei der gegenseitigen Auffüllung von Kursen und Arbeitsgemeinschaften sowie auf musisch-kulturellem Gebiet. Es besteht eine gemeinsame Bibliothek.

## Allgemeines
Das Karolinen-Gymnasium bietet 22 Fächer an. Seit Januar 2020 ist eine Schulsozialarbeiterin am KG tätig. Der Verein der Freunde des Karolinen-Gymnasium unterstützt seit mehr als 30 Jahren die Arbeit des Karolinen-Gymnasiums Frankenthal durch Beiträge und Sachleistungen unter Ausschluss parteipolitischer oder konfessioneller Interessen.

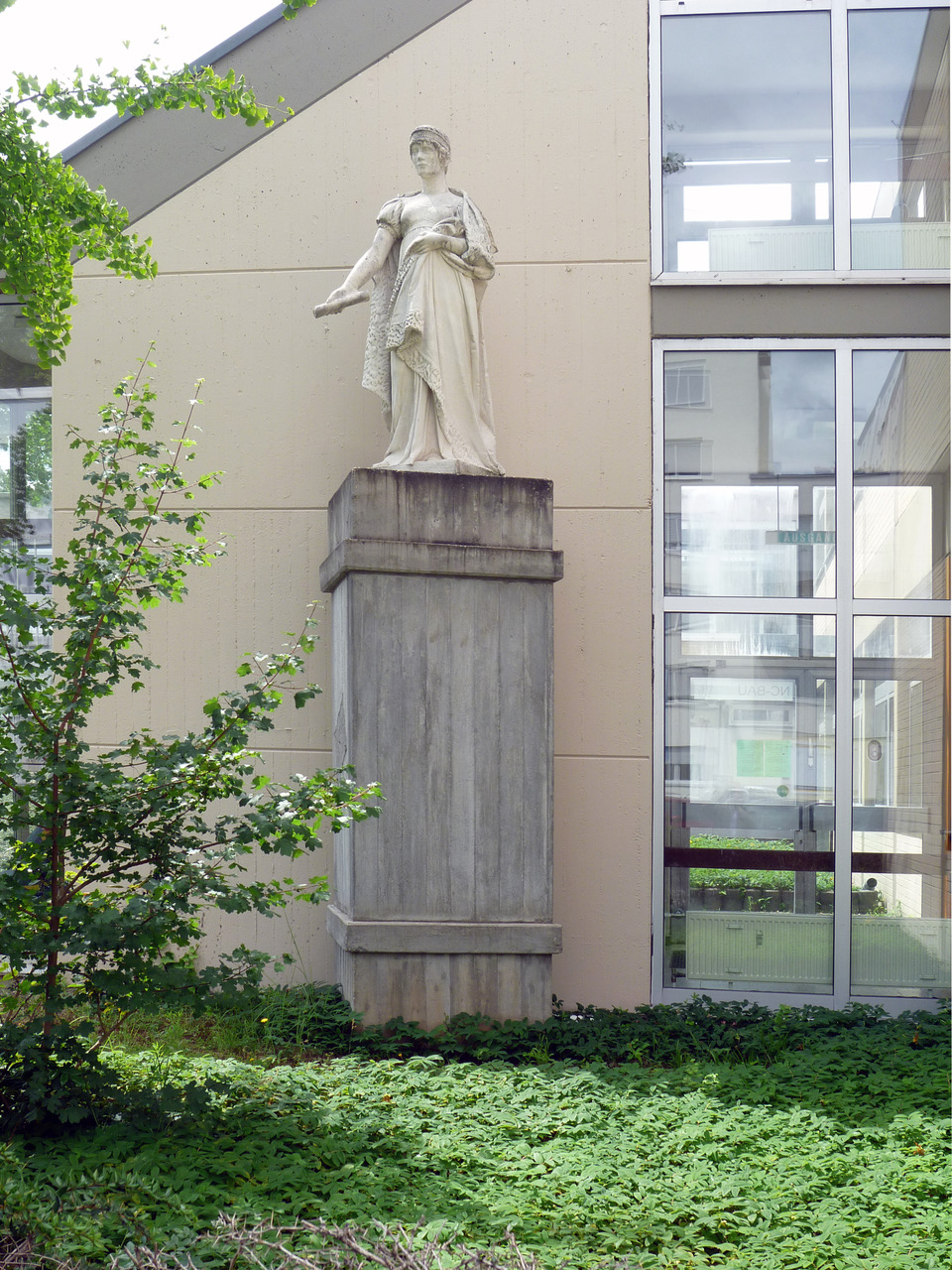
Karoline von Baden (1776–1841), Königin von Bayern, die Namensgeberin des Karolinen-Gymnasiums. Die Statue wurde 1887 von Philipp Perron geschaffen und nach verschiedenen Aufstellungsorten 1998 an der Schule aufgestellt. Der Sockel, der wie eine Holzkiste aussieht, soll auf die vielfachen Umzüge der Figur hinweisen. Er wurde von dem Frankenthaler Künstler Elmar Worgull gestaltet.

## Geschichte

### Anfänge als Philanthropin
Das Gymnasium wurde 1780, mit Unterstützung des kurpfälzischen Geheimrates Joseph Fontanesi, durch die aus Neuenburg in der Schweiz stammende Louise L’Écuyer als Bildungsanstalt mit Internat unter dem Namen Philanthropin für protestantische junge Frauenzimmer gegründet. Dafür wurde L’Écuyer von der Stadt Frankenthal ein Haus in der Großen Färbergasse, heute Karolinenstraße, unentgeltlich zur Verfügung gestellt. Die Gründung der Schule galt als sehr fortschrittlich, da im 18. Jahrhundert Mädchen nur selten eine höhere Schulbildung erhielten. Zudem folgte der Unterricht den reformpädagogischen Grundsätzen des Philanthropismus im Sinne der Aufklärung. So förderte man an der Schule das selbstständige Denken und die religiöse Toleranz. Aus diesem Grund wurden an der Schule ab 1786 auch katholische Mädchen aufgenommen.
1782 wurde das Churfürstlich privilegierte Philanthropin für protestantische junge Frauenzimmer durch den pfälzischen Kurfürsten Karl Theodor als staatliche Anstalt anerkannt. Auch deswegen gilt das Karolinen-Gymnasium heute als älteste staatliche höhere Mädchenschule Deutschlands. Nach der Französischen Revolution musste die Schule 1799 schließen, da das besetzte Gebiet unter französisches Recht fiel.

### Neueröffnung als Karolinen-Schule
Nachdem die linksrheinische Pfalz nach der Ära Napoleons 1816 an Bayern gefallen war, wurde 1817 die Wiedereröffnung der Schule im Rat der Stadt diskutiert. Im September 1818 erfolgte die Neugründung als Karolinen-Schule unter der Leitung von Amalie Fränzl Witwe André und versehen mit einem Patenbrief von Königin Karoline, der Gattin des ersten bayerischen Königs Max Joseph. 1863 erfolgte unter Bezugnahme auf die Patenschaft die Umbenennung in Carolinen-Institut. 1883 eröffnete die Schule einen weiteren Neubau. Dabei wurde bereits eine Nische für eine geplante Karolinenstatue errichtet. Diese, eine vom Künstler Philipp Perron geschaffene Plastik, wurde 1887 aufgestellt.
1907 ging die Verwaltung der Schule zurück an die Stadt Frankenthal. Ab 1911 wurde die Schule als Städtische Höhere Töchterschule geführt, ab 1917 trug sie wieder den Namen Karolinen-Schule. Während des Zweiten Weltkriegs wurde das Schulgebäude 1943 bei einem Bombenangriff zerstört. Erst zwölf Jahre später konnte die Schule ihren noch heute genutzten Neubau am Röntgenplatz beziehen. Inzwischen – 1950 – war aus der Karolinen-Schule ein neusprachliches Progymnasium geworden.

### Umwandlung in Gymnasium
1968 erfolgte die Umwandlung in ein vollwertiges Gymnasium mit neun Klassenstufen bis zum Abitur. Drei Jahre später wurde die Schule erstmals auch für Jungen geöffnet, seitdem besuchen Schüler beider Geschlechter das Gymnasium.
In den 1970er und 1980er Jahren wurde die Schule mehrfach erweitert. 1998 konnte die Karolinenstatue von 1887 wieder im Eingangsbereich der Schule aufgestellt werden. 1999 wurde am Gymnasium ein bilingualer Zweig der Fachschaft Englisch eingerichtet, um den Schwerpunkt Fremdsprachen weiter zu stärken. Ab 2000 erfolgte auch der weitere Ausbau des Schwerpunktes Mathematik und Informatik.
Seit dem Schuljahr 2013/14 ist das Karolinen-Gymnasium Ganztagsschule.

## Partnerschulen
Das KG hat Partnerschaften mit folgenden Schulen:
- Frankreich: Collège La Venaiserie in St. Barthélemy/Angers
- Frankreich: Institution Jeanne d’Arc de Colombes (Partnerstadt Frankenthals)
- Spanien: Instituto Montilivi, Girona[16]
- Argentinien: Escuela Goethe in Rosario[17]
- USA: Ashwaubeon Highschool in Green Bay, Wisconsin

## Bekannte Lehrer und Schüler am KG

### Lehrer
- Lehrer von 1974 bis 2000: Udo Krämer, Bildender Künstler
- Lehrer von 1983 bis 1985: Günther Serfas, Politiker (FDP), Mitglied des Stadtrats in Frankenthal, Schulleiter des Gauß-Gymnasiums in Worms seit 1995
- Lehrer von 1972 bis 2016: Gert Stukart, Sportlehrer, zu dessen Ehren vor dem KG ein Schild Gert-Stukart-Platz aufgestellt wurde

### Schüler
- Abitur 1953: Robert Franz Schmidt, Physiologe
- Abitur 1988: Anita Schöbel geb. Schumacher, Mathematikerin, Professorin an der TU Kaiserslautern und Leiterin des Fraunhofer ITWM in Kaiserslautern
- Abitur 1992: Martin Hebich, Diplom-Finanzwirt, Politiker (CDU), Oberbürgermeister der Stadt Frankenthal seit 2016
- Abitur 1992: Dirk Hoffmann, Diplom-Informatiker, Professor an der Hochschule Karlsruhe – Technik und Wirtschaft
- Abitur 1993: Astrid Klughammer, später Philippi, Miss Strohhut 1991
- Abitur 1995: Anja Kleinhans, Schauspielerin, Leiterin des Theader in Freinsheim
- Abitur 1995: Johannes Klomann, Anglist und Politikwissenschaftler, Politiker (SPD), Mitglied des Landtags von Rheinland-Pfalz von 2015 bis 2021
- Abitur 1996: Uwe Nölte, Wirtschaftswissenschaftler, Professor an der Dualen Hochschule Karlsruhe
- Abitur 1997: Myriam Keil, Diplom-Finanzwirtin, Autorin in Hamburg
- Abitur 1997: Bettina Lotsch, Naturwissenschaftlerin, Professorin, seit 2017 Direktorin am Max-Planck-Institut für Festkörperforschung in Stuttgart
- Abitur 2000: Tina Theobald, Germanistin, Akademische Rätin am Germanistischen Seminar der Ruprecht-Karls-Universität Heidelberg
- Abitur 2002: Simon Lutz, Förderschullehrer, Politiker (CDU), seit 2024 Ortsvorsteher von Mörsch
- Abitur 2010: Franziska Ratz, Miss Strohhut 2016
- Abitur 2015: Nina Semrau, Miss Strohhut 2015
- Abitur 2018: Emily Matejcek, Miss Strohhut 2018[18]